# Liste der Kulturdenkmäler in Herschberg
In der Liste der Kulturdenkmäler in Herschberg sind alle Kulturdenkmäler der rheinland-pfälzischen Ortsgemeinde Herschberg aufgeführt. Grundlage ist die Denkmalliste des Landes Rheinland-Pfalz (Stand: 31. August 2023).

## Denkmalzonen
| Bezeichnung                    | Lage                                           | Baujahr                           | Beschreibung | Bild                           |
| ------------------------------ | ---------------------------------------------- | --------------------------------- | --- | ------------------------------ |
| Denkmalzone Würschhauserhof    | nordwestlich des Ortes an der L 475 Lage       | erste Hälfte des 19. Jahrhunderts | Dreiseithof; klassizistisches Wohnhaus, bezeichnet 1909, eventuell aus der ersten Hälfte des 19. Jahrhunderts; Gesamtanlage mit Wirtschaftsgebäuden, straßenseitiger Einfriedung, alten Hofbäumen und großem Hausgarten | BW                             |
| Denkmalzone Jüdischer Friedhof | südwestlich des Ortes; Flur Auf dem Bamst Lage | 18. Jahrhundert                   | angelegt im 18. Jahrhundert, 218 Grabsteine des 18. bis 20. Jahrhunderts | weitere Bilder Fotos hochladen |

## Einzeldenkmäler
| Bezeichnung                       | Lage                                  | Baujahr         | Beschreibung                                                                         | Bild            |
| --------------------------------- | ------------------------------------- | --------------- | ------------------------------------------------------------------------------------ | --------------- |
| Evangelische Kirche               | Friedhofstraße 1 Lage                 | 1861/62         | neuromanischer Saalbau, 1861/62                                                      | BW              |
| Friedhofskreuz und Kriegerdenkmal | Friedhofstraße, auf dem Friedhof Lage | ab 1906         | Friedhofskreuz, bezeichnet 1906; Kriegerdenkmal 1914/18                              | Fotos hochladen |
| Kriegerdenkmal                    | Hauptstraße Lage                      | 1896            | Kriegerdenkmal 1870/71, errichtet 1896                                               | Fotos hochladen |
| Konradsmühle                      | westlich des Ortes an der L 475 Lage  | 19. Jahrhundert | Hofanlage, 19. Jahrhundert; Wohnhaus mit Krüppelwalmdach, mehrere Wirtschaftsgebäude | BW              |